# Харгла
Ха́ргла (эст. Hargla), на местном наречии Ха́рглы (Harglõ) — деревня в волости Валга уезда Валгамаа, Эстония.
До реформы местных самоуправлений Эстонии 2017 года входила в состав волости Тахева.

## География и описание
Расположена на юге Эстонии, в 26 километрах к юго-востоку от уездного центра — города Валга. Расстояние до волостного центра — города Отепя — 50 километров. Высота над уровнем моря — 67 метров.
Через деревню проходит шоссе Выру—Мынисте—Валга. На территории деревни в реку Мустйыги впадает ручей Харгла; окрестности реки входят в состав природного парка Койва-Мустйыэ.
На севере Харгла находится возвышенность Эссемяги (124 метра над уровнем моря). В начале 19-го столетия здесь проводил свои астрономическо-тригонометрические измерения Фридрих Георг Вильгельм Струве. В своих записках астроном восхваляет красоту здешних лесов.
Климат умеренный. Официальный язык — эстонский. Почтовый индекс — 68014.

## Население
По данным переписи населения 2021 года, в Харгланасчитывалось 168 жителей, из них 148 (89,2 %) — эстонцы.
По состоянию на 1 января 2020 года в деревне насчитывалось 160 жителей: 78 женщин и 82 мужчины; 116 человек трудоспособного возраста (15–64 года), 9 детей в возрасте до 15 лет и 35 человека пенсионного возраста (65 лет и старше).
По данным переписи населения 2011 года, в деревне проживали 169 человек, из них 163 (96,4 %) — эстонцы.
Численность населения деревни Харгла по данным переписей населения:
| Год  | 1959 | 1970  | 1979  | 1989  | 2000  | 2011  | 2021  |
| ---- | ---- | ----- | ----- | ----- | ----- | ----- | ----- |
| Чел. | 194  | ↗ 151 | ↗ 275 | ↘ 262 | ↘ 246 | ↘ 163 | ↗ 168 |

## История
Харгла и Сооблазе ранее составляли историческую деревню Тахева (в 1805 году Taiwola).
В письменных источниках 1688 года упоминаются Hergel (хутор), Hergil Jacob и Hergil Ifwane (крестьяне), 1922 года — Hargla alevik (посёлок Харгла).
На военно-топографических картах Российской империи (1846–1863 годы), в состав которой входила Лифляндская губерния, населённый пункт обозначен как Харола.
В средние века южная часть Харгла относилась к Дерптскому епископству, западная часть — к приходу Урвасте. В 1694 году из частей приходов Урвасте, Карула и Гауйиена был создан приход Харгла. Его пастором в 1811–1822 годах был Генрих Георг фон Яннау.
В 1688 году упомянута кистерская школа Харгла. Занятия проходили в овине, где не было ни окон, ни печки. В 1787 году была построена сельская школа — в настоящее время это основная школа Харгла.
В 1845–1848 годах в приходе Харгла шёл процесс смены вероисповедания. В Лаанеметса, административном центре прихода, была построена православная церковь Святых Петра и Павла. Во второй половине 19-го столетия большая часть населения Харгла переехала в Россию, и в то же время сюда переселились латыши.
В начале 19-го столетия стало разрастаться поселение вокруг католической церкви Харгла. На землях пастората, простирающихся от церкви до школы, было построено множество небольших жилых домов, возник посёлок, в 1977 году получивший статус деревни. В конце 19-го столетия в Харгла была открыта одна из первых сельских аптек. Деревня состоит из двух частей; северную часть называют Керикумыйза (эст. Kerikumõisa), южную — Пильпакюля (эст. Pilpakülä).
В советское время здесь работали библиотека и аптека. Через деревню проходила железная дорога Валга—Мынисте—Апе—Алуксне—Шулбене, и работала железнодорожная станция «Харгла».
В 1945–1954 годах деревня входила в состав Харглаского сельсовета, затем, до распада СССР, — в состав Тахеваского сельсовета. В 1977 году (период кампании по укрупнению деревень) с Харгла были объединены деревни Меосы (Меосе — эст. Meosõ, Meose), Мяльги (эст. Mälgi) и Таммыкюля (эст. Tammõkülä).

## Инфраструктура
В деревне работают основная школа-детский сад и филиал Валгаской центральной библиотеки. В 2017/2018 учебном году объединённую группу детсада посещали 14 детей, в школе обучались 37 детей (по сравнению с 2008/2009 учебным годом число учеников снизилось на 48 %). В школе работает кружок выруского языка.
В определённые дни ведёт приём семейный врач. В Доме культуры Харгла работает Открытый молодёжный центр Тахева. Помещения дома можно использовать для проведения различных торжеств, семинаров, собраний. В 2017 году здесь работали женский танцевальный кружок, кружок немецкого языка, драматический кружок, танцевальный группа сеньоров, кружок настольного тенниса, женский ансамбль «HarMõn».
В Харгла есть уличное освещение. Работает магазин продуктов и товаров первой необходимости. По состоянию на 2018 год система общего водоснабжения и канализации в деревне отсутствовала.

## Достопримечательности
Памятники культуры Эстонии:
- католическая церковь Харгла

Типичный пример сельской церкви 19-го столетия в стиле неоготики. Первоначальное здание возведено в 1817–1821 годах, основательно перестроено в 1873–1874 годах. В настоящее время является центром католического прихода Харгла;
- пасторат Харгла

Главное здание церковной мызы в стиле барокко построено, вероятно, во второй половине 18-го столетия. Исторически мызы носила немецкое название пасторат Харьель (нем. Pastorat Harjel). В советское время в здании работали Харглаский пункт обслуживания и библиотека. В настоящее время не используется, при инспектировании 18.11.2020 его состояние была оценено как аварийное;
- фонтан пастората Харгла

Круглый колодец-фонтан диаметром полтора метра, выложенный известняком. Находится в зелёной зоне перед главным зданием церковной мызы. У края фонтана установлена гранитная фигура плачущего ребёнка;
- корчма Харгла

Образец характерного для своего времени питейного заведения. Первые сведения о корчме относятся к 1667 году. Нынешнее здание, вероятно, построено в первой половине 19-столетия. С 1928 года использовалось в качестве народного дома. В 1934 году была приобретена Образовательным обществом Харгла и с того времени выполняет функции дома культуры;
- кладбище Харгла и кладбищенская часовня

Находится на восточном берегу ручья Харгла. Основано примерно в 1773 году. Представляет интерес частная часовня 1781 года , место упокоения семьи Вассерманов;
- братская могила погибших во Второй мировой войне

В 1997 году была внесена в Регистр памятников культуры Эстонии как памятник истории. Считалась местом захоронения 503 советских воинов, погибших в сражениях в окрестностях деревни и умерших в полевых госпиталях Тахева. Известно 456 имён. Памятник из доломита был установлен в 1956 году, на основе протокола сформированной в конце июня 2022 года рабочей группы по советским памятникам при Госканцелярии Эстонии признан «красным» монументом, подлежащим демонтажу, ликвидирован весной 2023 года. Найденные при раскопках 5 июня 2023 года останки 17 красноармейцев перезахоронены 19 июля на кладбище Харгла.

## Происхождение топонима
В давние времена на месте нынешней церкви святых Петра и Павла находилась деревня, жители которой считались трусливыми, и поэтому соседи назвали деревню Аргкюла (эст. Argküla, с эст. — «Деревня тру́сов»). Отсюда и произошло название Харгла.

## Галерея
- Улица в Харгла
- Школа Харгла
- Церковь Харгла
- Корчма Харгла
- Почтовое отделение Харгла в 2012 году

## Комментарии
1. ↑  Эстонские топонимы, оканчивающиеся на -а, не склоняются и не имеют женского рода (исключение — Нарва)[8].